# Hyposmocoma auripennis
Hyposmocoma auripennis là một loài bướm đêm thuộc họ Cosmopterigidae. Nó là loài đặc hữu của Maui. Loài địa phương ở Haleakala.
Ấu trùng ăn Acacia koa.